# 31e cérémonie des Los Angeles Film Critics Association Awards
La 31e cérémonie des Los Angeles Film Critics Association Awards (LAFCA Awards), décernés par la Los Angeles Film Critics Association, a eu lieu en décembre 2005, et a récompensé les films réalisés dans l'année.

## Palmarès
Note : la LAFCA décerne deux prix dans chaque catégorie ; le premier prix est indiqué en gras.

### Meilleur film
- Le Secret de Brokeback Mountain (Brokeback Mountain)
  - A History of Violence

### Meilleur réalisateur
- Ang Lee pour Le Secret de Brokeback Mountain (Brokeback Mountain)
  - David Cronenberg pour A History of Violence

### Meilleur acteur
- Philip Seymour Hoffman pour son rôle dans Truman Capote
  - Heath Ledger pour son rôle dans Le Secret de Brokeback Mountain (Brokeback Mountain)

### Meilleure actrice
- Vera Farmiga pour son rôle dans Down to the Bone
  - Judi Dench pour son rôle dans Madame Henderson présente (Mrs. Henderson Presents)

### Meilleur acteur dans un second rôle
- William Hurt pour le rôle de Richie Cusack dans A History of Violence
  - Frank Langella pour le rôle de William S. Paley, directeur exécutif de CBS dans Good Night and Good Luck

### Meilleure actrice dans un second rôle
- Catherine Keener pour ses rôles de Kathleen dans The Ballad of Jack and Rose, de Dot Woods dans L'Interprète (The Interpreter), de Trish Piedmont dans 40 ans, toujours puceau (The 40 Year Old Virgin) et d'Harper Lee dans Truman Capote (Capote)
  - Amy Adams pour le rôle d'Ashley Johnsten dans Junebug

### Meilleur scénario
(ex æquo)
- Truman Capote (Capote) – Dan Futterman
  - Les Berkman se séparent (The Squid and the Whale) – Noah Baumbach

### Meilleurs décors
- 2046 – William Chang
  - Good Night and Good Luck – Jim Bissell

### Meilleure photographie
- Good Night and Good Luck – Robert Elswit
  - 2046 – Christopher Doyle, Kwan Pung-leung et Lai Yiu-fai

### Meilleure musique de film
- Le Château ambulant (Hauru no ugoku shiro) – Joe Hisaishi et Youmi Kimura
  - Tony Takitani – Ryuichi Sakamoto

### Meilleur film en langue étrangère
- Caché  France  Autriche  Allemagne  Italie
  - 2046  Hong Kong

### Meilleur film d'animation
- Wallace et Gromit : Le Mystère du lapin-garou (Wallace & Gromit: The Curse of the Were-Rabbit)

### Meilleur film documentaire
- Grizzly Man de Werner Herzog
  - Enron: The Smartest Guys in the Room d'Alex Gibney

### New Generation Award
- Terrence Howard

### Career Achievement Award
- Richard Widmark

### Douglas Edwards Experimental/Independent Film/Video Award
- Peter Watkins – La Commune (Paris, 1871)

### Prix spéciaux
- Au critique de cinéma américain Kevin Thomas pour sa contribution à la culture de la ville de Los Angeles.
- A David Shepard, Bruce Posner et l'Anthology Film Archives pour la compilation Unseen Cinema: Early American Avant Garde Film 1894-1941.